# Droga krajowa B248 (Niemcy)
Droga krajowa 248 (Bundesstraße 248, B 248) – niemiecka droga krajowa przebiegająca przez kraje związkowe Dolna Saksonia i Saksonia-Anhalt. 
Biegnie od połączenia z autostradą A7 oraz drogami krajowymi B3 i B241 w Northeim do Dannenbergu, gdzie przechodzi w drogę krajową 248a oraz krzyżuje się z drogami krajowymi B191 i B216. W okolicach Wolfsburga jej stary przebieg – zmodernizowany do dwóch pasów ruchu w każdą stronę – stanowi dziś część autostrady A39. Na odcinku między Northeim a Seesen, B248 jest często używana jako trasa alternatywna wobec autostrady A7 w przypadku korków na tej ostatniej.